# Ай У
Ай У (Тан Даоґен; *1904-1992) — китайський прозаїк.
Народився у провінції Сичуань, в родині сільського вчителя. Багато подорожував по Південно-Західному Китаю та Бірмі, шукаючи роботи.
В романі «Гори» (1948), повістях та оповіданнях змальовує злиденне життя трудящих, їхню боротьбу проти япон. загарбників. З 1930 — чл. Лівої ліги, організованої Лу Сінєм. Був ув'язнений гомінданівцями (1933). З 1950 Ай У — член Президії Спілки письменників Китаю, з 1954 — депутат Всекитайських зборів народних представників. Роман «У гартуванні народжується сталь» (1957) присвячений металургам Аньшаня.